# Мужики (роман)
«Мужики» (пол. Chłopi) — роман Владислава Реймонта, написанный в 1901—1908 годах и опубликованный в 1904—1909 годах. Автор получил за роман Нобелевскую премию в 1924 году. В нём описывается жизнь крестьянской общины села Липцы на протяжении четырёх времён года. Роман переведён по крайней мере на 27 языков.

## Генезис создания
В период создания романа крестьянская тема была очень популярна в искусстве и литературе. Данная тематика также часто проявлялась в ранних работах Реймонта. В то же время некоторые исследователи предполагают, что непосредственно на написание романа «Мужики» мог повлиять роман «Земля» Эмиля Золя. «Мужики», в соответствии с данной гипотезой, должны вступать в полемику с французским романистом. Однако Реймонт не знал французский язык в той степени, чтобы свободно прочитать роман, и мог быть так хорошо знаком с ним лишь по рассказам своих друзей. Оба романа имеют несколько схожих элементов: крестьянская тематика, описание труда и торжеств в сельской местности, а также разделение действия на четыре времени года. Эти сходства, однако, могут быть связаны с единой тематикой обоих романов.

## Особенности создания и публикации романа
Первая версия романа была готова уже в 1901 году, однако незадолго до отправки текста в печать Реймонт решил отредактировать начало романа. Просматривая рукопись, Реймонт пришел к выводу, что текст не соответствует его замыслу. Неудовлетворенный писатель решил начать работу заново и сжечь уже написанный роман. Уничтожению в сумме подверглось 11 тысяч строк текста. С исходной версией романа могло быть знакомо несколько лиц, среди которых, вероятно, был Юлиан Охорович.
Окончательная версия «Мужиков» создавалась на протяжении 1901—1908 годов. Большая часть романа была написана во время проживания писателя в Париже, где, как утверждал Реймонт, ему было легче сосредоточиться на работе, чем в Польше. Реймонт приучил себя к высокой трудовой дисциплине, ежедневно создавая запланированную часть романа и одновременно работая над другими произведениями.
Роман впервые был напечатан в номерах журнала «Тыгодник Илюстрованы» с 18 января 1902 года по 26 декабря 1908 года с посвящением Зенону Пшесмыцкому. В книжном формате произведение выпускалось по частям: первые два тома вышли в 1904 году, третий том — в 1906 году, четвёртый — 1909 году. Первое издание содержало подзаголовок «Современный роман».

## Композиция и структура романа

### Место действия
Действие романа происходит в селе Липцы, местность которого, однако, не соответствует селу с одноимённым названием, в настоящее время называемом Липцами Реймонтовскими. Прежде всего не соответствует топография местности. В произведении отсутствует упоминание о Варшавско-Венской линии железной дороги, которая пролегает рядом с настоящими Липцами и играет важное место в жизни деревни. В свою очередь, расположение деревни из романа было типичным для большого количества населенных пунктов в окрестностях Лодзи.

### Время в романе
Действие в романе происходит на протяжении 10 месяцев: начинается в конце сентября и заканчивается в конце июля. Не известен точный год, во время которого разворачиваются события романа (использование героями косы, которая начала в Польше замещать серп около 1890 года, указывает на то, что действие происходит после этой даты). Роман разделён на четыре поры года, в каждой части содержатся описания характерных для данного времени церковных праздников, обычаев и хозяйственных работ. Развитие действия в течение одного календарного и литургического года, а не подчёркивание конкретного исторического момента, в котором оно происходит, позволило писателю добиться эффекта непрерывности и внеисторичности событий. Однако в романе присутствуют аллюзии и на конкретные исторические события, например, участие крестьян в Январском восстании. За патриотическую нить и соответствие действия «Мужиков» историческому периоду Польши (растягиваемому до начала Польского государства) отвечает фигура Роха, рассказывающего легенды о её исторической основе. Он является единственной фигурой, которая имеет отношение к событиям, которые могут произойти в будущем.
Время в романе многократно увеличивается для отдельных персонажей, например, когда Антек работает на лесопилке только пять дней, но автор пишет, что герой тяжело сменял «день за днём, неделю за неделей». Внутреннее время для Антека длилось больше времени реального в связи с его тяжёлой психологической ситуацией.

## Персонажи
- Мацей Борына — самый богатый хозяин в деревне, 58 лет, дважды вдовец, много требующий от себя и других, жадный, скупой, его третья жена — молодая Ягна. Тяжело ранен ударом в голову лесника во время битвы за лес. Умирает во время посева. Глава общины.
- Ягна Пачесь — двадцатилетняя дочь Доминиковой, художественно одарённая, выходит замуж за Мацея Борыну из-за его собственности. Не любит его, из-за чего совершает адюльтер с Антеком и другими.
- Антек Борына — сын Мацея, женат на Ганке. Имеет схожий с отцом характер. В начале жена его раздражает. Встречается с мачехой Ягной. В конце начинает любить Ганку и восхищаться ей. Имеет троих детей. После смерти отца занимает его место главы общины.
- Ганка Борына — жена Антека. Происходит из бедной семьи. В начале нелюбима тестем и мужем. После предательства становится уверенной в себе, находчивой, хитрой и умной, чем завоёвывает уважение Антека.
- Ягустинка — старая бедная крестьянка, выселенная своими детьми после переписания на них своей земли. Трудолюбивая и сварливая, любит сплетничать и злословить, но также может быть доброй и честной.
- Магда — дочь Борыны, сестра Антека, жена кузнеца Михала. Борется за часть наследства.
- Юзька — малолетняя дочь Борыны, занимается хозяйством.
- Куба Соха — участник Январского восстания, работник Борыны, добрый, трудолюбивый, занимается браконьерством. Умирает в конюшне во время свадьбы Борыны из-за потери крови в связи с самоампутацией ноги (был подстрелен в ногу лесником во время браконьерства).
- Яцек — родственник помещика, участник Январского восстания, сосланный в Сибирь и сбежавший оттуда. Куба спас ему жизнь во время восстания. Сейчас Яцек его ищет, однако находит только могилу. Очень добрый человек, помогает жителям деревни.
- Рох — принимал участие в восстании, учит детей читать и писать, очень религиозен. Убегает из деревни из-за розыска российских властей.
- Амброжий — также участник восстания, работает в церкви, знает много вещей. Очень старый человек с деревянной ногой.
- Витек — сирота, работник Борыны, умеет мастерить руками.
- Петрик — работник Борыны, принятый вместо Кубы, участник войны с турками, вернулся после военной службы.
- Матеуш — ухажёр Ягны. Авантюрист, столяр, может построить дом и делать много других вещей.
- Агата — нищенка из Липцев, все имущество откладывает на похороны.
- Доминикова — вдова, мать Ягны, деспотична к сыновьям. Дерётся с Шимеком.
- Шимек и Енджик — сыновья Доминиковой. Енджик боится матери, Шимек дерётся с ней, так как она не разрешает ему жениться.
- Войт Пётр — глава деревни, ухажёр Ягны, покупает для неё подарки из государственной казны, из-за чего его арестовывают.
- Бартек Козел — бедный и глуповатый крестьянин, живущий за счет воровства. Его жена дерётся с женой войта.
- Ясь — сын органиста, молодой семинарист, в которого влюбляется Ягна.
- Ксёндз — называемый местными жителями «благодетелем» священник местного прихода. Добрый и набожный.
- Кузнец Михал — муж Магды, зять Борыны. Хитрый, покушается на имение.
- Веронка — сестра Ганки, в начале ссорится с ней. Жена Стаха. Буря уничтожает их дом.
- Былица — отец Ганки и Веронки. Старик, чувствующий себя обузой детям. Покупает внукам игрушки и любит табак.
- Янкель — еврей, владелец корчмы.
- Помещик — шляхтич, который конфликтует с жителями Липец из-за леса.
- Лесник — очень сильный человек, служащий у помещика. Ненавидит жителей Липец. Его действия приводят к смерти Кубы и Борыны. Погибает от рук Антека во время битвы за лес.

## Экранизации
- Мужики (Chłopi, 1922, Польша). Реж. — Эугениуш Моджелевский.
- Мужики (Chłopi, 1972, Польша). Телесериал, 13 серий. Реж. — Ян Рыбковский.
- Мужики (Chłopi, 1973, Польша). Киноверсия на основе сериала. Реж. — Ян Рыбковский.
- Мужики (Chłopi, 2023, Польша, Сербия, Литва). Реж. - Хью Уэлшман, DK Welchman.